# 羅斯福花園 (佛羅里達州)
羅斯福花園（英語：Roosevelt Gardens）是位於美國佛羅里達州布勞沃德縣的一個人口普查指定地區。

## 地理
羅斯福花園的座標為26°08′28″N 80°10′49″W / 26.14111°N 80.18028°W，而該地最高點為海拔高度7米（即23英尺）。

## 人口
根據2010年美國人口普查的數據，羅斯福花園的面積為0.80平方千米，當中陸地面積為0.80平方千米，而水域面積為0.00平方千米。當地共有人口2456人，而人口密度為每平方千米3,070人。